# Emilio Rodríguez Almeida
Emilio Rodríguez Almeida (Madrigal de las Altas Torres, 10 dicembre 1930 – Valladolid, 21 febbraio 2016) è stato un archeologo e storico spagnolo.

## Biografia
Studioso della Roma classica, giunge a Roma dalla Spagna come studente alla fine degli anni 1950 e vi si stabilisce pochi anni dopo, cominciando i suoi studi approfonditi su vari campi dell'archeologia romana: topografia, filologia, anforologia, epigrafia latina.
Alla fine degli anni 1960 intraprende lo studio dei frammenti della Forma Urbis; in poco tempo Rodriguez Almeida completa la ricostruzione e collocazione di una importante parte dei frammenti superstiti della Forma Urbis che non erano stati ancora identificati dal precedente studio del 1960 da parte di un'équipe di eminenti archeologi, fra i quali Lucos Cozza. Rodriguez Almeida colloca ed identifica diversi monumenti della Roma Imperiale per i quali si erano perse le tracce, tra i quali il Lacus Orfei.
Gli studi di Rodriguez Almeida continuano anche in altri campi, come quello del Monte Testaccio. Si occupa anche di alimentare l'interesse della comunità archeologica per reperti archeologici dai quali era considerato improbabile trarre nuove scoperte. Notevoli sono le pubblicazioni come la Forma Urbis Marmorea ed Il Monte Testaccio. Numerosissime sono le altre pubblicazioni su bollettini archeologici, riviste di settore ed accademiche.